# Bleeksteelvezelkop
De bleeksteelvezelkop (Inocybe albovelutipes) is een paddenstoel uit de familie Inocybaceae. Hij komt voor langs bospaden of wegen bij zowel loof- als naaldbomen op voedselarm zand. Als mycorrhizabomen zijn bekend: eik, beuk, den en spar.

## Kenmerken

### Uiterlijke kenmerken
Hoed
De hoed is fijn wollig-vezelig. De kleur is lichte beige tot bleek okerbruin van kleur.
Lamellen
De lamellen zijn grauwbeige.
Steel
De steel is bij jonge exemplaren helemaal bedekt met ivoorkleurige, wollige vezeltjes.

### Microscopische kenmerken
De sporen zijn glad. De cystidia op de lamellen zijn iets knotsvormig tot subutriform en een hebben dunne wand van 1 µm of minder. 

## Verspreiding
De bleeksteelvezelkop is een Europese soort. In Nederland komt hij zeldzaam voor. Hij staat op de rode lijst in de categorie 'gevoelig'.